# سیف‌آباد (دزفول)
سیف‌آباد روستایی از توابع بخش چغامیش شهرستان دزفول در استان خوزستان ایران است.

## مردم
مردم این روستا به زبان لری بختیاری سخن می گویند.

## جمعیت
این روستا در دهستان چغامیش قرار دارد و بر اساس سرشماری مرکز آمار ایران در سال ۱۳۸۵، جمعیت آن ۴۵۶ نفر (۹۴ خانوار) بوده‌است.